# Spencer G. Millard

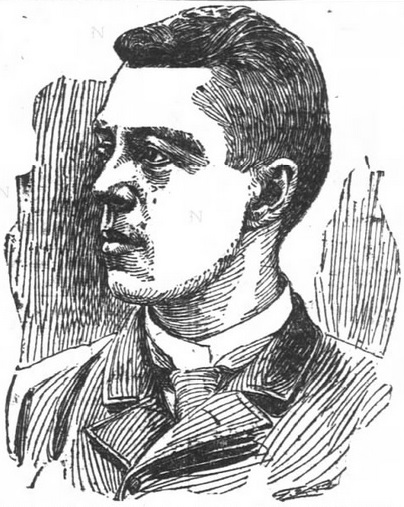
Spencer G. Millard

Spencer Gurdon Millard (* 10. Juli 1856 in Ionia, Ionia County, Michigan; † 24. Oktober 1895 in Los Angeles, Kalifornien) war ein US-amerikanischer Politiker. Im Jahr 1895 war er Vizegouverneur des Bundesstaates Kalifornien.

## Werdegang
Im Jahr 1877 absolvierte Spencer Millard das Hillsdale College in seinem Heimatstaat Michigan. Anschließend arbeitete er drei Jahre lang in Carson City als Lehrer. Nach einem anschließenden Jurastudium und seiner Zulassung als Rechtsanwalt begann er in diesem Beruf zu arbeiten. 1887 zog er nach Los Angeles, wo er ebenfalls als Anwalt praktizierte. Gleichzeitig schlug er als Mitglied der Republikanischen Partei eine politische Laufbahn ein. Im Jahr 1892 war er Vorsitzender des städtischen republikanischen Nominierungsparteitags für die Wahlen zum Bürgermeister von Los Angeles.
1894 wurde Millard an der Seite von James Budd zum Vizegouverneur von Kalifornien gewählt. Dieses Amt bekleidete er seit Anfang 1895 bis zu seinem Tod am 24. Oktober desselben Jahres. Dabei war er Stellvertreter des Gouverneurs und Vorsitzender des Staatssenats. Allerdings litt er bereits seit Januar an einer Grippe, die sich zu einer Lungenentzündung ausweitete, von der er sich nicht mehr erholte. Damit war er während seiner Zeit als Vizegouverneur weitgehend nicht in der Lage, die Amtsgeschäfte zu führen. Er wurde bereits damals von seinem späteren Nachfolger William T. Jeter vertreten.